# Visión 360
Visión 360 fue un programa de televisión producido por el canal ecuatoriano Ecuavisa, con formato de análisis e información periodística sobre temas de actualidad nacional e internacional, presentado por la periodista Tania Tinoco entre la primera y la sexta temporada. La primera emisión del programa fue el 30 de marzo de 2014, en el cual se presentó una investigación sobre el aeropuerto de Santa Rosa (Provincia de El Oro), una entrevista al expresidente del Ecuador Sixto Durán Ballén, y el ascenso del argentino Jorge Mario Bergoglio al pontificado como el Papa Francisco.
El programa presenta semanalmente de dos a tres reportajes en cada edición. El nivel de audiencia que adquirió el programa desde su estreno lo ha llevado a ser ganador de varios reconocimientos a nivel nacional como internacional. La segunda temporada se estrenó el domingo 29 de marzo de 2015. Actualmente se encuentra en su octava temporada, la cual se emite como segmento los domingos a las 19h45.

## Equipo periodístico
- Iván Maestre Vera - Director y realizador[6]
- Tania Tinoco (+)[7] - Realizadora y presentadora del programa
- María Cecilia Largacha[7] - Realizadora
- Andrés López[7] - Realizador
- Hernán Higuera[7] - Realizador
- Tomás Ciuffardi[7] - Realizador
- Carolina Mella[7] - Realizadora

## Premios y reconocimientos obtenidos
- Premios Iris América II edición 2015 - Mejor trabajo informativo por el documental Encadenados del programa de investigación semanal Visión 360 realizado por la periodista Carolina Mella.[4][8] Otorgado por la Academia de Ciencias y las Artes de TV de España y la Alianza Informativa Latinoamericana.
- Premios ITV 2015 - Mejor programa de investigación de la televisión ecuatoriana.[3] Otorgado por el Instituto Superior de Estudios de Televisión (ITV), de la ciudad de Guayaquil, Ecuador.
- Premio Fedexpor 2015 - Mejor reportaje de economía por el reportaje Salvaguardias del programa de investigación semanal Visión 360 realizado por la periodista Carolina Mella.[9] Otorgado por la Federación Ecuatoriana de Exportadores.
- Premio Nacional de Periodismo "Eugenio Espejo" 2015 - Categoría televisión, mejor documental por el documental Los niños de Génova del programa de investigación semanal Visión 360 realizado por la periodista Tania Tinoco.[10] Otorgado por la Unión Nacional de Periodistas del Ecuador.
- Finalista en Premio Roche de Periodismo en Salud 2015[11] - Categoría televisión y vídeo por el reportaje Laron, una lucha por crecer del programa de investigación semanal Visión 360 realizado por la periodista Carolina Mella.[12] Reconocimiento otorgado por la Fundación Nuevo Periodismo Iberoamericano, FNPI.[13]

## Polémicas
El 23 de agosto de 2015, el programa de investigación Visión 360, de Ecuavisa no fue emitido porque su contenido, sobre el proceso eruptivo del volcán Cotopaxi, se encontraba pendiente de aprobación del Ministerio Coordinador de Seguridad del Ecuador, en cumplimiento al Decreto 755, que declara estado de excepción en todo el territorio nacional y establece la censura previa de información relacionada al volcán.